# John Morrissey
John Morrissey (nacido el 12 de febrero de 1831 en el Condado de Tipperary, República de Irlanda y fallecido el 1 de mayo de 1878 en Troy, Nueva York) también conocido como "Old Smoke", fue un boxeador de los que no usaban guantes, y miembro de una pandilla de Nueva York en la década de 1850, años más tarde terminó convirtiéndose en un senador demócrata y un congresista de Nueva York, Morrissey comenzó su carrera de boxeador con los nudillos al descubierto después de enfrentarse con "Chroel" y exhibir su valentía y fortaleza ganándose el respeto y el reconocimiento histórico de sus compañeros.
| Predecesor: Yankee Sullivan | Campeón del mundo de los pesos pesados 1853–1859 | Sucesor: John Carmel Heenan |

- Datos: Q3049844
- Multimedia: John Morrissey / Q3049844